# 櫛蝽
櫛蝽（学名：Ceratocombus taivanus）为櫛蝽科櫛蝽屬下的一个种。